# Благоје Попов
Благоје Попов (Кочани, 19. октобар 1920 — Скопље, 13. април 1992), правник, учесник Народноослободилачке борбе и друштвено-политички радник СФР Југославије и СР Македоније. Од марта 1974. до 29. априла 1982. године обављао је функцију премијера НРМ / СРМ - председника Извршног већа Собрања СР Македоније, од 1963 - 1969 градоначелник града Скопља.

## Биографија
Благоје Попов рођен је 19. октобра 1920. године у Кочанима. Завршио је Правни факултет.
У Народноослободилачку борбу ступио је 1941. године. Био је један од организатора оружаног устанка у кочанском крају. Исте године је постао члан Комунистичке партије Југославије и секретар Привременог партијског поверенства у Кочанима. Године 1942, постао је секретар једне од две партијске ћелије (Друге секретар је био Љупчо Сантов). У новембру 1942, бугарска полиција је извршила провалу у партијској ћелији и ухапсила Благоја Попова. Бугарски суд га је осудио на 15 година робије, као и Славчо Стојменски, Кирил Кукушев и Васил Доганџиски. Киро Бихаћ на 5 година, док Љупчо Сантов и Трајче Кашиков на условну казну од 1 године. Ослобођени су: Бота Трендова, Боро Ефремов, Неофит Бабамов, Роза Петрова, Ристо Симеонов, Раде Михајлов - Кратовче и Хаим Јуда Леви. Казну је издржавао у Идризову, све до августа 1944. године, када је побегао у организованом бегу политичких затвореника. Након тога се поново прикључио Народноослободилачком покрету.
После рата вршио је функцију партијског секретара у Кочанима, Штипу и Струмици. Након тога вршио је следеће функције:
- премијер Народне Републике Македоније /Социјалистичке Републике Македоније - председник Извршног већа Собрања СР Македоније од марта 1974. до 29. априла 1982. године
- 13. градоначелник града Скопља, од 1963 - 1969 (у време обнове града након земљотреса 1963. године)
- министар за индустрију у Влади НР Македоније
- председник Привредне коморе НР Македоније
- председник Собрања града Скопља
- члан Централног комитета Савеза комуниста Македоније
- члан Савезног извршног већа
- савезни секретар за саобраћај и везе
- посланик Друштвено-политичког већа
- посланик Републичког већа Народног собрања у више сазива
- посланик Савезне скупштине Југославије

Као председник Собрања Скопља, руководио је изградњу и обнову града након земљотреса 1963. године.
Умро је 13. априла 1992. године у Скопљу.
Носилац је Партизанске споменице 1941. и већег броја југословенских одликовања.

## Галерија
- Благоје Попов и генерални секретар Црвеног крста у Скопљу 14. августа 1963.